# Zygia rubiginosa
Zygia rubiginosa är en ärtväxtart som beskrevs av Maria de Lourdes Rico. Zygia rubiginosa ingår i släktet Zygia och familjen ärtväxter. Inga underarter finns listade i Catalogue of Life.